# Cyathostomum catinatum
Cyathostomum catinatum är en rundmaskart som beskrevs av Looss 1900. Cyathostomum catinatum ingår i släktet Cyathostomum och familjen Strongylidae. Arten är reproducerande i Sverige. Inga underarter finns listade i Catalogue of Life.